# Риболовля по харчовому ланцюгу

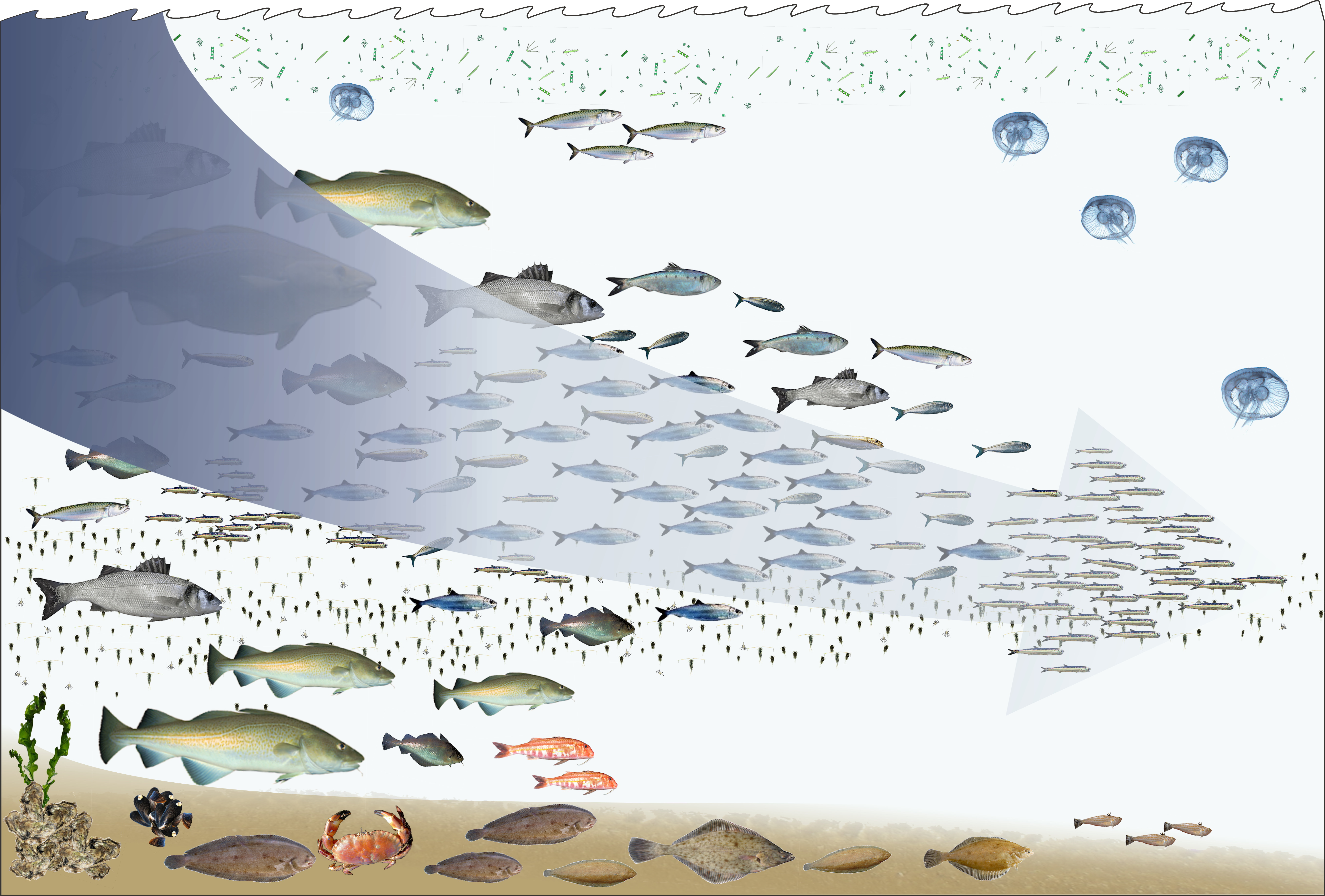
Риболовля по харчовому ланцюгу

Риболовля по харчовому ланцюгу — процес, за допомогою якого рибальство в екосистемі, «вичерпавши велику хижу рибу в верхній частині харчового ланцюга, переходить до все менших видів, нарешті, закінчуючи дрібними рибами та безхребетними, які раніше не споживалися».
Цей процес вперше продемонстрували вчений-риболовник Деніел Полі та інші у статті, опублікованій в журналі Science в 1998 році. Великі риби-хижаки з вищими трофічними рівнями в диких промислах були виснажені. Як наслідок, рибна промисловість систематично «виловлює харчову мережу», орієнтуючись на види риби із поступовим зменшенням трофічних рівнів.
Трофічний рівень риби — це положення, яке вона займає в харчовому ланцюгу. У статті встановлено значення середнього трофічного рівня рибальства як інструменту для вимірювання стану екосистем океану. У 2000 році Конвенція про біологічне різноманіття вибрала середній трофічний рівень рибного вилову, перейменований у «Морський трофічний індекс» (MTI), як один із восьми показників здоров'я екосистеми. Однак багато з найприбутковіших рибних промислів у світі — це промисел ракоподібних і молюсків, який має низький трофічний рівень, що призводить до нижчих значень MTI.

## Огляд

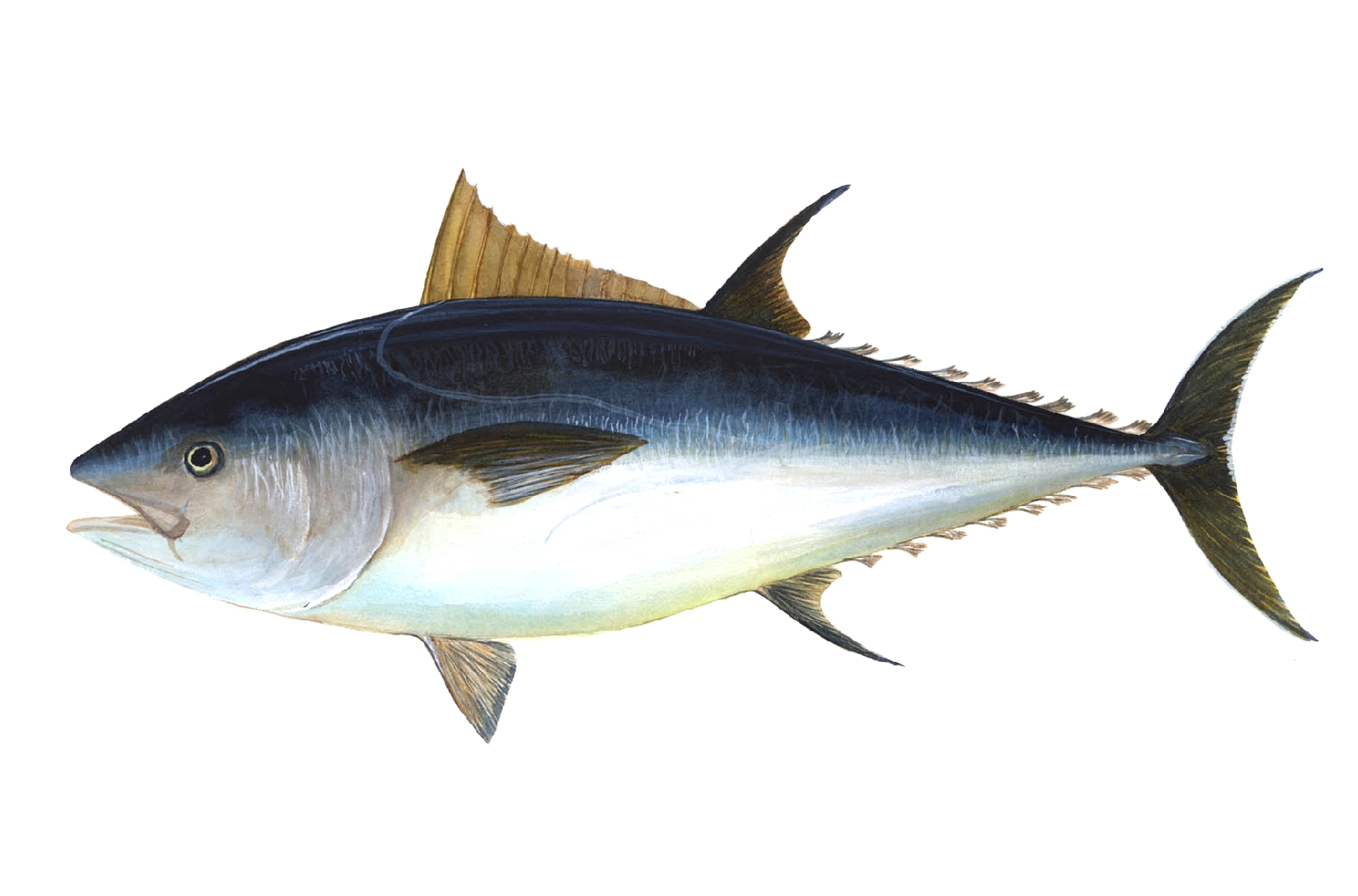
Середній трофічний рівень світового рибного вилову неухильно знижувався, оскільки багато високотрофічних риб, таких як цей тунець, були перевилові.

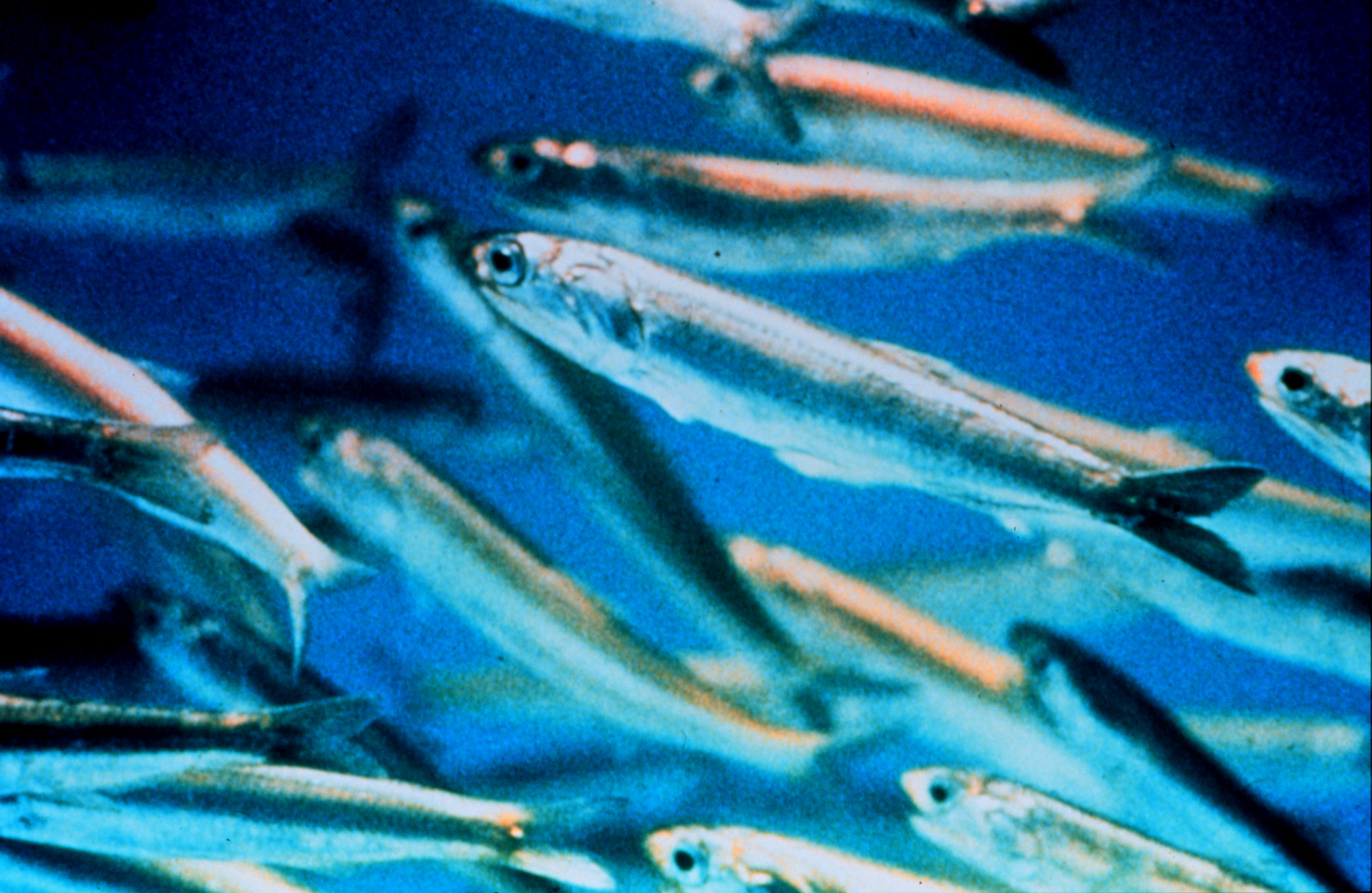
Рибалки все частіше орієнтуються на рибу нижчого трофічного рівня, як-от анчоуси та інші кормові риби.

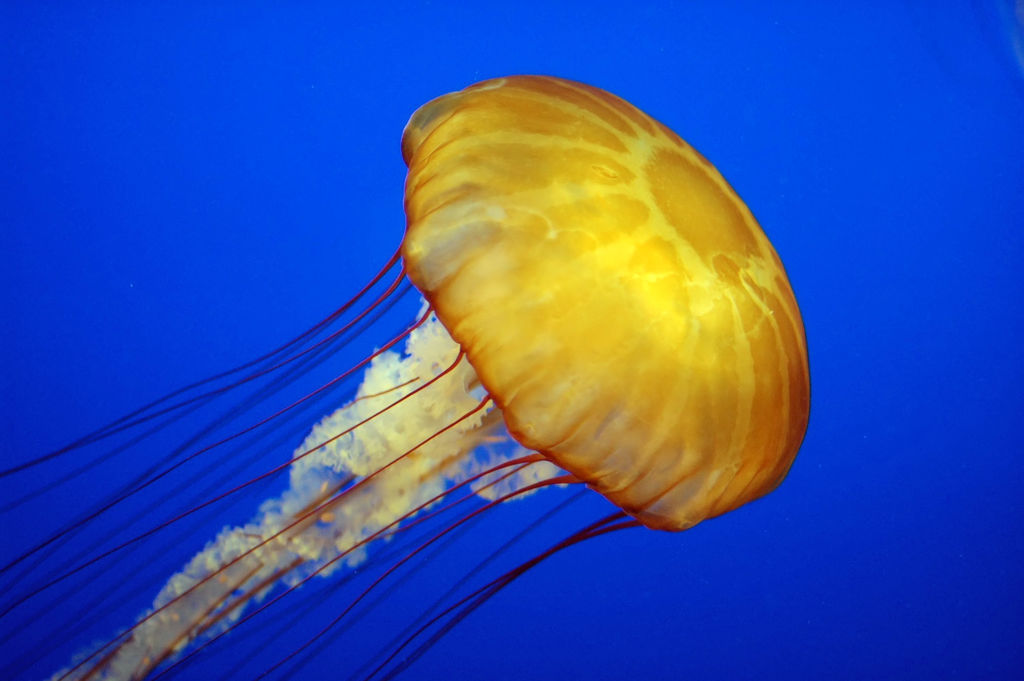
За словами Деніеля Полі, якщо ця тенденція збережеться, споживачі можуть їсти сендвічі з медузами.

За останні 50 років кількість великих хижаків, таких як тріска, риба-меч та тунець, скоротилася на 90 %. Рибальські судна зараз все частіше переслідують меншу кормову рибу, таку як оселедці, сардини, менхадени і анчоуси, які знаходяться нижче в харчовому ланцюгу «Ми їмо приманку і переходимо до медуз і планктону», — каже Полі.
Крім цього, загальний глобальний обсяг виловленої риби зменшується з кінця 1980-х років..

## Середній трофічний рівень
Середній трофічний рівень розраховується шляхом присвоєння кожному виду риби або безхребетних номерів на основі їх трофічного рівня. Трофічний рівень — це показник положення організму в харчовій мережі, починаючи з рівня 1 з первинними продуцентами, такими як фітопланктон і морські водорості, потім переміщаючись через первинних споживачів на рівні 2, які поїдають первинних продуцентів, до вторинних споживачів на рівні 2. рівень 3, які поїдають первинних споживачів тощо. У морському середовищі трофічні рівні коливаються від двох до п'яти для верхівкових хижаків. Потім можна розрахувати середній трофічний рівень для рибного вилову шляхом усереднення трофічних рівнів для загального вилову з використанням наборів даних для комерційної висадки риби.

## Екодоріжка
Команда Полі використала дані про улов від Продовольчої та сільськогосподарської організації ООН, які вона ввела в модель Ecopath. Ecopath — це комп'ютеризована система моделювання екосистеми. Функціонування екосистеми можна описати за допомогою аналізу шляху, щоб відстежити напрямок і вплив багатьох факторів, які контролюють екосистему. Оригінальна модель Ecopath була застосована до харчової мережі коралових рифів. Вчені відстежували тигрових акул на вершині харчової мережі та збирали дані про їхню поведінку в харчуванні, що вони їли і скільки. Аналогічно, вони збирали дані про харчування інших організмів у харчових ланцюгах аж до основних виробників, таких як водорості. Ці дані були введені в модель Ecopath, яка потім описувала потік енергії в термінах їжі, коли він рухався від первинних виробників вгору по харчовій мережі до верхнього хижака. Такі моделі дозволяють вченим обчислювати комплексні ефекти, які виникають, як прямі, так і непрямі, від взаємодії багатьох компонентів екосистеми.
Модель показала, що за останні 50 років середній трофічний рівень вилову риби знизився десь між 0,5 і 1,0 трофічними рівнями. Це зниження стосувалося як глобально, у світовому масштабі, так і локально в масштабі, характерному для океанів, тобто для окремих підрайонів Продовольчої та сільськогосподарської організації ООН: Атлантичного, Індійського та Тихого океанів та Середземно-Чорного морів.

## Критична репліка
У своїй статті 1998 року команда Полі стверджувала, що більші та цінніші хижі риби, такі як тунець, тріска та групери, систематично піддавалися надмірному вилову, в результаті чого рибальство переміщалося на менш бажані види нижче по харчовому ланцюгу. За словами Полі, ця «ловля риби в харчовій мережі» з часом приведе людей до дієти «супу з медуз і планктону». Барвиста мова та інноваційне статистичне моделювання команди Полі викликали критичну реакцію. Пізніше того ж року Кедді та його команда з Продовольчої та сільськогосподарської організації ООН аргументували протилежну позицію у статті, також опублікованій у Science. Вони стверджували, що команда Полі занадто спростила ситуацію і, можливо, «неправильно інтерпретувала статистику ООН». Відповідь команди Полі була опублікована в тому ж документі, де стверджується, що виправлення, запропоновані Продовольчою та сільськогосподарською організацією ООН, такі як облік аквакультури, насправді погіршили тенденцію.
У 2005 році інші занепокоєння, висловлені Продовольчою та сільськогосподарською організацією ООН, були додатково задоволені Полі Інші дослідники встановили, що дана тенденція вилову риби також стосується менших регіональних районів, таких як Середземне, Північне море, Кельтське море, а також у водах Канади, Куби та Ісландії..
Дослідження 2006 року показало, що в ряді проаналізованих екосистем вилов видів з високим трофічним рівнем не знижувався, а скоріше, що промисел з низьким трофічним рівнем додавався паралельно з часом, що призводило до змішування даних про донаміку через пов'язаний, але інший механізм. Дослідження морського рибальства Аляски прийшло до висновку, що в досліджуваному районі зниження середнього трофічного рівня вилову було пов'язано з кліматичними коливаннями біомаси видів низького трофічного рівня, а не з колапсами хижаків, і припустив, що подібна динаміка може мати місце в інших випадки деградації харчової мережі.

## Морський трофічний індекс
У 2000 році була прийнята Конвенція про біологічне різноманіття, міжнародна угода, спрямована на підтримку біорізноманіття, яка була прийнята 193 країнами-членами, вибрала середній трофічний рівень рибного вилову як один із восьми показників для негайного тестування. Вони перейменували його в «Морський трофічний індекс» (MTI) і зобов'язали країни-члени звітувати про зміни трофічних рівнів океану як основний показник біорізноманіття та здоров'я моря.
Морський трофічний індекс — це показник загального стану здоров'я та стабільності морської екосистеми чи території. Індекс також є проміжною мірою для надмірного вилову та вказівкою на те, наскільки велика і багата велика риба високого трофічного рівня.
Зміни морського трофічного індексу з часом можуть функціонувати як індикатор стійкості рибних ресурсів країни. Це може вказувати на те, наскільки рибні зусилля в межах рибних угідь країни змінюють її рибні запаси. Негативні зміни, як правило, вказують на те, що більша риба хижака виснажується, і все більша кількість менших кормових риб виловлюється. Нульова або позитивна зміна морського трофічного індексу вказує на стабільність або покращення промислу.

## Екологія лову пуху
Вилов пуху — це послідовність, яка змінює звичайну еволюційну послідовність.
Екологічно зниження середнього трофічного рівня пояснюється залежністю між розміром виловленої риби та її трофічним рівнем. Трофічний рівень риб зазвичай збільшується з їх розміром, і риболовля має тенденцію вибірково виловлювати більш великих риб. Це стосується як між видами, так і всередині видів. Коли риболовля інтенсивна, відносна чисельність більшої риби, розташованої високо в харчовому ланцюзі, зменшується. Отже, з часом дрібні риби починають переважати в промислах, а середній трофічний рівень уловів знижується. Останнім часом ринкова вартість дрібних кормових риб і безхребетних, які мають низький трофічний рівень, різко зросла до такої міри, що їх можна вважати субсидуванням вилову пуху.
Деніел Полі запропонував основу для екологічного впливу, який може мати вилов риби на морські екосистеми. Структура розрізняє три фази:
- Чистий — перший етап. Незаймане середовище — це ті стани, в яких океанська екосистема перебувала до того, як рибальство справило сильний вплив. Деякі віддалені райони південної частини Тихого океану все ще можуть залишатися незайманими. Для більшої частини світу, якими могли бути ці незаймані терени, можна зробити висновки лише з археологічних даних, історичних розповідей та анекдотів. У незайманих океанських середовищах біомаса великих хижаків у 10-100 разів перевищує їх нинішню біомасу. Мається на увазі велику допоміжну біомасу дрібної здобичі риб і безхребетних. На морському дні в бентосі переважають живильники відкладень, які перешкоджають повторному всмоктуванню відкладень, і фільтрувальні живильники, які утримують фітопланктон. Таким чином, товща води має тенденцію бути оліготрофною, не містить як зважених частинок, так і поживних речовин, які вимиваються з них[19];
- Експлуатований — другий етап, на якому ми зараз знаходимося. Він характеризується зниженням біомаси великих риб-хижаків, зниженням різноманітності, розмірів і трофічного рівня виловленої риби, а також зменшенням бентосу. Донні траулери поступово руйнують біогенні структури, побудовані протягом багатьох років на морському дні за допомогою фільтрів і живильників детриту. Оскільки ці структури та тварини, які фільтрували фітопланктон і споживали детрит (морський сніг), зникають, їх замінюють стадії поліпів медуз та інших дрібних блукаючих донних тварин. Шторми відновлюють морський сніг, і товща води поступово евтрофікується. На початку цієї фази каскадні ефекти компенсують це зниження з появою нових промислів умовно-годувальних тварин, таких як кальмари, креветки та інші безхребетні. Але врешті-решт і це очиститься[19];
- Повна деградація — третя фаза. Мертва зона — це біологічна кінцева точка повністю деградованої морської екосистеми. Мертва зона — це зона з надлишком поживних речовин у товщі води, що призводить до виснаження кисню та знищення багатоклітинних організмів. Великий детрит і морський сніг переробляються бактеріями, а не донними тваринами. Ці мертві зони зараз ростуть у всьому світі в таких місцях, як Бохайське море в Китаї, північне Адріатичне море та північна частина Мексиканської затоки. Деякі лимани, такі як лиман Чесапікської затоки, також демонструють особливості, пов'язані з повністю деградованою морською екосистемою. У Чесапікській затоці надмірний вилов знищив донних фільтруючих годівниць, таких як устриці, і більшість хижаків, більших за смугастого окуня, нинішнього верхівкового хижака. Сто п'ятдесят років тому устриці утворили гігантські рифи і кожні три дні фільтрували води Чесапікської затоки. Оскільки устриць вже немає, забруднення, що потрапляє в гирлу річок, тепер викликає шкідливе цвітіння водоростей[19].

## Розвиток мережі
У той час як середній трофічний рівень у дикому промислі зменшується, середній трофічний рівень серед вирощеної риби збільшується.
| Тенденції виробництва на різних трофічних рівнях у Середземномор'ї                                                                   | |                                                                                           |
| Травоїдні тварини | Проміжні хижаки                                                                                      | Хижаки найвищого рівня                                                                    |
| Виробництво двостулкових молюсків, таких як мідії та устриці, зросло з приблизно 2 000 тонн у 1970 році до 100 000 тонн у 2004 році. | Марікультура таких видів, як морський лящ, зросла з 20 тонн у 1983 році до 140 000 тонн у 2004 році. | Виробництво блакитного тунця зросло майже з нуля в 1986 році до 30 000 тонн до 2005 року. |

Як приклад, у таблиці вище показано тенденції трофічних рівнів риби, вирощеної в Середземному морі. Однак вирощування блакитного тунця обмежується процесом відгодівлі. Молодь тунця виловлюють з дикої природи і ставлять у загони для відгодівлі. Дикі запаси блакитного тунця зараз знаходяться під загрозою, і вчений з рибальства Константінос Стергіу та його колеги стверджують, що «факт, що потужність ферм тунця значно перевищує загальний допустимий вилов, свідчить про відсутність планування збереження в розвитку галузі відгодівлі тунця, яка в ідеалі, повинні були бути пов'язані з політикою управління рибальством і можуть призвести до незаконного вилову риби».
Крім того, рибне господарство в Середземному морі є чистим споживачем риби. Для годування високотрофічних риб, таких як блакитний тунець, потрібна велика кількість корму для тварин. Цей корм складається з рибного борошна, обробленого з кормових риб, таких як сардини та анчоуси, які люди в іншому випадку споживали б безпосередньо. Окрім екологічних проблем, тут виникають і етичні питання. Значна частина риби, придатної для безпосереднього споживання людиною, використовується для вирощування риби вищого трофічного рівня, щоб порадувати відносно невелику групу заможних споживачів.

## Провідні дослідження про риболовлю по харчовій мережі
- Essington† TE, Beaudreau AH, Wiedenmann J (2006). «Fishing through marine food webs». PNAS, 103 (9): 3171-3175.
- Shopping list gets longer — not less choosy — in some of world's largest fisheries University of Washington news, February 14, 2006.
- National Research Council (Authors) (2006) Dynamic Changes in Marine Ecosystems: Fishing, Food Webs, and Future Options National Academies Press. ISBN 978-0-309-10050-2